# São Pedro da Cova
São Pedro da Cova est une ville portugaise, de la municipalité (concelho) de Gondomar.